# Gare de Vaas
Gare de Vaas vasútállomás Franciaországban, Vaas településen.

## Vasútvonalak
Az állomást az alábbi vasútvonalak érintik:
- Tours–Le Mans-vasútvonal

## Kapcsolódó állomások
A vasútállomáshoz az alábbi állomások vannak a legközelebb:
- Gare d’Aubigné-Racan (Gare du Mans, Tours–Le Mans-vasútvonal)
- Gare de Château-du-Loir (Gare de Tours, Tours–Le Mans-vasútvonal)